# Football Club Lausanne-Sport 1933-1934
Questa voce raccoglie le informazioni riguardanti il Football Club Lausanne-Sport nelle competizioni ufficiali della stagione 1933-1934.

## Rosa
| N. |                     | Ruolo | Calciatore         |
| -- | ------------------- | ----- | ------------------ |
| 1  | Svizzera (bandiera) | P     | Louis Maurer       |
| 2  | Svizzera (bandiera) | D     | Adolf Stelzer      |
| 3  | Svizzera (bandiera) | D     | Erwin Stalder      |
| 4  | Svizzera (bandiera) | D     | Bichsel            |
| 5  | Svizzera (bandiera) | D     | Weiler             |
| 6  | Svizzera (bandiera) | D     | Buffat             |
| 7  | Svizzera (bandiera) | C     | Willy Jäggi        |
| 8  | Svizzera (bandiera) | C     | Adolfo Spiller     |
| 9  | Svizzera (bandiera) | A     | Jacques Spagnoli   |
| 10 | Svizzera (bandiera) | A     | August Lehmann     |
| 11 | Svizzera (bandiera) | A     | Jean-Pierre Rochat |
| 12 | Svizzera (bandiera) | P     | Roger Feuz         |
| 13 | Svizzera (bandiera) | C     | Erwin Hochsträsser |
| 14 | Svizzera (bandiera) | C     | Ch. Lehmann        |